# 波除公園
波除公園（なみよけこうえん）は、大阪府大阪市港区波除5丁目5番にある公園。公園種別は近隣公園。津波の場合を除く一時避難所に指定されている。

## 地理
1970年（昭和45年）3月2日に開園。公園北端で浜屋町通、東端で弁天町通、南端で塩干橋筋と接している。JR西日本大阪環状線の高架が園内を南北に縦断しており、公園自体も高架を挟んで、北西側の小公園と南東側の大公園の2つに分断されている。北西側の小公園には、遊具などを備えた広場のほか、公衆トイレや市岡新田会所跡がある。南東側の大公園には、北側に遊具付き広場や公衆トイレ、南側に7,300平方メートルを擁する波除運動場が設置されている。

## 施設
- 広場
- 公衆トイレ
- 遊具
- 砂場

### 波除運動場
- 照明灯
- スコアボード
- ダッグアウト
- ベンチ
- ピッチャープレート
- ホームベース[6]

## 交通
- JR西日本大阪環状線・大阪メトロ中央線弁天町駅より徒歩約10分[7]。